# Кутдусов, Наиль Якупович
Наиль Якупович Кутдусов (19 октября 1941, Ермухаметово, Башкирская АССР — 7 июня 1995) — советский и российский ученый в области зоотехнии, писатель, доктор сельскохозяйственных наук (1993), руководитель научно-исследовательского сектора (1974—1994), заведующий кафедрой частной зоотехнии (1994) в Башкирском государственном аграрном университете, член Союза писателей Башкирской АССР (1978).

## Биография
Родился 19 октября 1941 года в селе  Ермухаметово Кандринского района Башкирской АССР, ныне Туймазинского района республики Башкортостан. После окончания семилетней школы в селе Ермухаметово Кутдусов Н.Я учился в Кандринской школе № 2. В 1958—1963 гг. учился на зоотехническом факультете Башкирского сельскохозяйственного института. После окончания БСХИ (1963) работал зоотехником колхоза имени Ленина Туймазинского района, вторым секретарем, а через год — первым секретарем Туймазинского райкома ВЛКСМ, с 1965 г. — инструктором Белебеевского райкома КПСС, главным зоотехником управления сельского хозяйства Белебеевского района. С 1971 работал в Башкирском государственном аграрном университете: 1971—1974 — аспирант, с 1974 руководитель научно-исследовательского сектора, с 1994 заведующий кафедрой частной зоотехнии.

## Деятельность учёного, практика и педагога
Научные исследования посвящены селекции КРС, гетерозису и прогнозированию эффекта межпородного скрещивания в животноводстве. Под руководством Кутдусова впервые в республике Башкортостан проведены широкомасштабные испытания помесных животных, полученных в результате скрещивания коров бестужевской породы и симментальской породы с производителями абердин-ангусской породы, герефордской породы, породы лимузин и др. По результатам исследований разработаны рекомендации по ускоренному созданию высокопродуктивных товарных маточных стад в мясном скотоводстве, которые внедрены в сельскохозяйственное производство в РБ и РФ. Автор более 50 научных трудов и 7 изобретений.

## Творческая деятельность
Автор сборников рассказов и повестей «Егет һүҙе» (1973; «Слово джигита»), «Йәй уртаһы» (1980; «Середина лета»), «Иәшен яҡтыһы» (1985; «Блеск молнии»), «Прости, мама» (1970), «Высока ли гора Олимп?» (1982), «Начало большого пути» (1988) и др.
Основатель и главный редактор журнала "Сельские узоры" (с 1991).

## Признание
«Заслуженный работник культуры Республики Башкортостан».
Медаль «За трудовое отличие».
Орден «Дружбы народов».